# Diplacodes deminuta
Diplacodes deminuta är en trollsländeart som beskrevs av Maurits Anne Lieftinck 1969. Diplacodes deminuta ingår i släktet Diplacodes och familjen segeltrollsländor. IUCN kategoriserar arten globalt som livskraftig. Inga underarter finns listade i Catalogue of Life.